# モーフィング
モーフィング（morphing）とは、映画やアニメーションの中で使用されるSFXの1つで、コンピュータグラフィックスの手法の1つでもある。
ある物体から別の物体へと自然に変形する映像をみせる。これはオーバーラップを使った映像のすり替えとは異なり、変形していく間の映像をコンピュータによって補完して作成する。変身・変化を意味する単語「メタモルフォシス（metamorphosis）」の中間部分から命名されたという説と、move（移動）+ morphology（形態）の合成語であるとする説がある。
『永遠に美しく…』でアカデミー視覚効果賞受賞したILMのダグ・スマイスらが映画『ウィロー』のために開発。『インディ・ジョーンズ/最後の聖戦』や『アビス』でも使われた。知名度を引き上げたのは1991年の映画『ターミネーター2』で、敵役の描写にこの技術が使用されて話題になった。同年にも、マイケル・ジャクソンの「Black Or White」のPVで使われ、実に5億人が見たという。
初期は、主に実写映像などの2次元素材において用いられたが、後に3DCGにおけるキャラクターの表情の制御にも用いられるようになった。例えば、あらかじめ普通の表情と笑顔との2つのモデルを作っておき、その中間の形状を自動生成することで、表情変化のアニメーションを作り出す事が出来る。また、大掛りな変形ばかりでなく『フォレスト・ガンプ/一期一会』の歴代大統領が喋る唇や爆撃シーンで疾走するスタントマンとトム・ハンクスのスムーズな交替、『メン・イン・ブラック』『ミッション:インポッシブル』といた、変装マスクの効果にも応用されるようになった。
音響面でも援用され、その場合はクロスシンセシスと呼ばれる技術が用いられる。ある楽器の特徴を持つ音色から別の音色へ、音響スペクトルの滑らかな推移を伴う連続した音響を、コンピュータによって合成する。このような音響技術の研究機関のひとつとして、IRCAMがある。

## ポリゴンモデル
3次元コンピュータグラフィックスにおいて、頂点集合からなるポリゴンモデルではアニメーション手法としてモーフィングが用いられる。
ベースモデルから頂点構造を維持したまま変形したモデルを用意し、その変位を記録する。ベースモデルに時間に合わせてスケールさせた変位を足せば、ベースモデルから変位モデルへのアニメーションが実現できる。
| ソフトウェア/ファイル形式 | 変位データ名称                      | ウェイト範囲   |
| ------------------------- | ----------------------------------- | -------------- |
| Blender                   | シェイプキー（shape keys）          | [-10, 10]      |
| Maya                      | ターゲットシェイプ（target shapes） | [-2, 2]        |
| 3ds Max                   | モーフターゲット（morph targets）   |                |
| .FBX                      | ターゲットシェイプ（target shapes） |                |
| .glTF                     | モーフターゲット（morph targets）   |                |
| Unity                     | ブレンドシェイプ（BlendShapes）     | モデル側で定義 |
| Unreal Engine             | モーフターゲット（morph targets）   |                |